# Beilschmiedia glaucoides
Beilschmiedia glaucoides là loài thực vật có hoa trong họ Nguyệt quế. Loài này được (H.W.Li) H.W.Li miêu tả khoa học đầu tiên năm 1996.